# Фокіна Анастасія Іванівна
Анастасія Іванівна Фокіна (1913—2010) — доярка племінного молочного радгоспу «Торосово», Герой Соціалістичної Праці.

## Біографія
Народилася в сім'ї селянина. З восьми років наймитувала в чужому господарстві. У 1932 році з сім'єю переїхала в радгосп «Терпилиці» Ленінградської області.
З 1938 року працювала в радгоспі «Торосово» дояркою. До початку війни була відома в області як доярка-багатотисячниця, ударниця. Під час Другої світової війни була евакуйована разом радгоспним стадом у Вологодську область.
Після війни, повернувшись до рідного радгоспу, А.І. Фокіна продовжувала високо тримати марку своєї ферми, про яку до 1948 році заговорили в районі та області. Завдяки раціональній організації праці, правильного утримання тварин, суворого дотримання режиму, індивідуальному підходу в годуванні, тісної взаємодії доярок і скотарів з фахівцями зооветеринарної служби вона однією з перших стала отримувати 4-5-тисячні надої.
Указом Президії Верховної Ради СРСР від 22 жовтня 1949 року за отримання високої продуктивності тваринництва (5663 кілограма від кожної корови) Фокіній Анастасії Іванівні присвоєно звання Героя Соціалістичної Праці.
Більше тридцяти років пропрацювала на фермі, а в 1950-1960 роках надоювала по 6000-6200 кілограмів молока від кожної корови. З 1964 року на заслуженому відпочинку.
Обиралася депутатом Ленінградської обласної Ради. Жила в селі Торосово.
Нагороджена двома орденами Леніна, медаллю «За трудову доблесть», малою золотою і чотирма бронзовими медалями ВДНГ.